# صوفی ازگی

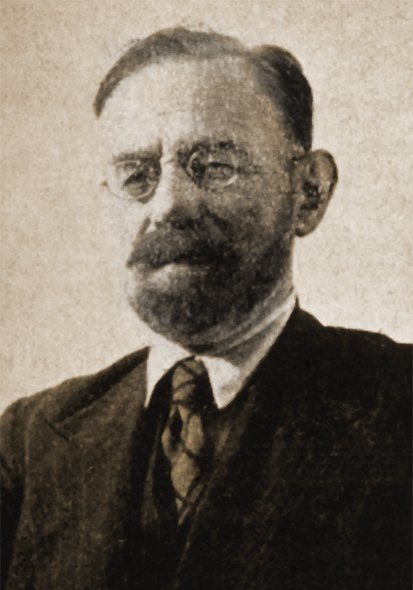
نگاره‌ای از صوفی اِزگی، موسیقی‌دان اهل ترکیه

صوفی اِزگی (زادهٔ ۱۸۶۹ – درگذشتهٔ ۱۹۶۲) موسیقی‌دان اهل ترکیه بود. از او به همراه رئوف یکتا بی و حسین سعدالدین آرل جزء پایه‌گذاران تحول تئوری موسیقی ترکی یاد می‌گردد.

## زندگینامه
صوفی ازگی، در دوران امپراطوری عثمانی پزشک ارتش بود. او از این شغل بازنشسته شد تا تمام تمرکزش را روی مطالعهٔ متون مربوط به موسیقی ترکی کند. نتیجهٔ این بیست سال تحقیقات (از۱۹۳۳ تا ۱۹۵۳) مجموعه‌ای پنج جلدی بود که مفاهیمی نظیر فواصل، گام‌ها، مدها، و ریتم‌های موسیقی ترکی را توضیح می‌داد و شامل ۶۵۰ قطعه موسیقی از دوره‌های مختلف نیز می‌شد.
ازگی پس از درگذشت رئوف یکتا بی، رئیس «کمیتهٔ تحقیقات علمی کنسرواتوار» شد و آثاری که در زمان رئوف یکتا در دست نگارش بود را به چاپ رساند.